# Општина Тудор Владимиреску (Галац)
Тудор Владимиреску (рум. Tudor Vladimirescu) општина је у Румунији у округу Галац.
Oпштина се налази на надморској висини од 17 m.